# Urophycis earllii
Urophycis earllii är en fiskart som först beskrevs av Tarleton Hoffman Bean, 1880.  Urophycis earllii ingår i släktet Urophycis och familjen fjällbrosmefiskar. Inga underarter finns listade i Catalogue of Life.